# Two Women (film 2014)
Two Women (Две женщины) è un film del 2014 diretto da Vera Glagoleva.
La peliccola è tratta dalla pièce di Ivan Turgenev Un mese in campagna e prende il titolo dall'edizione del 1855 della commedia, intitolata appunto Due donne.

## Trama
Nella campagna russa del XIX secolo, Natalya Petrovna conduce un'esistenza monotona e provinciale, intrappolata in un matrimonio con un uomo di cui non è innamorata. Per svagarsi accetta la corte di Mikhaeil Rakitin, ma il vero risveglio sentimentale e sensuale avviene con l'arrivo di Belyaev, il giovane insegnante che ha assunto come precettore del figlioletto Kolya. Tuttavia, Belyaev si è invaghito della giovane Vera, la protetta di Natalya, e la padrona di casa allora arriva a prendere decisioni drastiche per liberarsi della rivale.

## Produzione

### Riprese
Le riprese principali sono avvenute in una tenuta di campagna nei pressi di Smolensk, un tempo di proprietà di Michail Ivanovič Glinka. Il film è stato girato interamente in lingua russa e l'attore britannico Ralph Fiennes si era trasferito in Russia due mesi prima delle riprese per apprendere la lingua e poter recitare al meglio la parte.

## Accoglienza
Il film è stato accolto tiepidamente dalla critica. L'aggregatore di recensioni Rotten Tomatoes riporta l'89% di recensioni positive, con un punteggio medio di 6 su 10 basato su 9 recensioni. Metacritic invece riporta un punteggio di 54 su 100 basato di quattro recensioni.